# Mayhem (álbum)
Mayhem (estilizado em letras maiúsculas) é o oitavo álbum de estúdio da artista musical estadunidense Lady Gaga, lançado em 7 de março de 2025 através da Streamline e Interscope Records. Desenvolvido entre 2022 e 2024, Gaga colaborou com os produtores Andrew Watt, Cirkut e Gesaffelstein, resultando em um álbum que tem uma "mistura caótica de gêneros", principalmente synth-pop, com influências de industrial dance, e elementos de electropop, disco, industrial pop, rock e pop rock. Liricamente, explora temas de amor, caos, fama, identidade e desejo, usando metáforas de transformação, dualidade e excesso.
O álbum foi gravado no estúdio Shangri-La, de Rick Rubin, em Malibu, Califórnia e foi precedido pelo lançamento de dois singles. O primeiro single, "Disease", foi lançado em 25 de outubro de 2024. "Abracadabra" foi lançada como segundo single em 3 de fevereiro de 2025, alcançando a quinta posição da Billboard Global 200 e a 13ª colocação da Billboard Hot 100. Inicialmente concebida como um single avulso, a canção "Die with a Smile", um dueto com Bruno Mars que venceu o prêmio de Melhor Performance de Dupla/Grupo Pop no 67.º Grammy Awards, também foi incluída em Mayhem. O álbum foi um sucesso comercial, estreando no topo dos gráficos de 19 países, incluindo Alemanha, Austrália, Estados Unidos, Finlândia, Irlanda, Itália, Noruega, Reino Unido e Suíça, bem como conquistou a segunda posição na França, Países Baixos e Suécia.
Mayhem recebeu elogios da crítica especializada com os críticos considerando-o um forte retorno à forma das raízes pop de Gaga, especificamente The Fame (2008), tornando-se seu álbum mais aclamado pela crítica, de acordo com o Metacritic. Os críticos destacaram a produção, a diversidade estilística, a coesão do álbum e notaram inspirações musicais de artistas pop como David Bowie, Michael Jackson, Prince, Siouxsie and the Banshees e Blondie.  Além dos singles, para promover o álbum, Gaga embarcou numa série de shows promocionais entre abril e maio, que incluíram: dois shows na 24.ª edição do festival Coachella, dois shows na Cidade do México, intitulados Long Live Mayhem, o show gratuito Mayhem on the Beach no Rio de Janeiro, Brasil e mais quatro shows no National Stadium em Singapura, chamados de Lion City Mayhem. Por fim, a cantora anunciou em 26 de março de 2025 a The Mayhem Ball, sua oitava turnê mundial que será composta por 46 shows, realizados entre 16 de julho a 22 de dezembro de 2025 em cidades da América do Norte, Europa e Oceania.

## Antecedentes
Em 2022, dois anos após o lançamento de Chromatica (2020), Gaga realizou sua sexta turnê solo The Chromatica Ball, promovendo o álbum ao redor do mundo. Na etapa final da turnê e nos meses seguintes, a artista começou a trabalhar no novo material, compartilhando também fotografias feitas em um estúdio de gravação.
Em março de 2024, Gaga falou publicamente sobre o projeto pela primeira vez, declarando que estava “escrevendo algumas das melhores canções que consigo me lembrar”. Em maio do mesmo ano, a HBO e Max lançaram um especial televisivo intitulado Gaga Chromatica Ball, que terminava com a prévia de uma faixa inédita e a mensagem: “LG7. Gaga Returns”. Durante a exibição do especial em Los Angeles, Gaga explicou que o processo de gravação de seu próximo disco começou em meados de 2022, quando ela estava viajando pelo mundo com sua turnê The Chromatica Ball e acrescentou:
| “ | Estou no estúdio todos os dias. Eu escrevi e produzi muitas músicas e é diferente de tudo que já fiz antes. Gosto de quebrar gêneros e explorar a música. Há uma certa beleza em saber que você será amado não importa o que faça. Algo que estou realmente explorando agora é o tipo de arte que é intensa e acho que a arte da intensidade realmente começou em turnê. | ” |

Em julho do mesmo ano, surpreendeu seus fãs ao tocar trechos de duas músicas inéditas após sua apresentação na cerimônia de abertura dos Jogos Olímpicos de 2024. Posteriormente, em setembro, a cantora revelou nas redes sociais que o lançamento do primeiro single estava planejado para outubro de 2024. Nesse mesmo mês, concedeu uma entrevista à revista Vogue, na qual falou sobre o álbum e sua felicidade em voltar a fazer música pop, além de apresentar uma prévia do single. A publicação descreveu a música como “intensa e inquietante” e comparou seu estilo ao dos primeiros sucessos de Gaga, misturando “uma energia dançante com um toque de inquietação”. Em uma entrevista ao Los Angeles Times em dezembro de 2024, Gaga revelou que seu single independente e dueto com Bruno Mars,  "Die with a Smile", faria parte do álbum.

## Desenvolvimento

### Inspiração
Na entrevista à Elle, Gaga refletiu sobre o impacto pessoal de criar o álbum, descrevendo-o como um processo de redescobrimento em que pôde enfrentar algumas de suas lutas pessoais e aprender a aceitar-se. Segundo Gaga, a inspiração para o álbum surgiu de um período de profunda introspecção e desafios pessoais. Ela descreveu o álbum como "uma jornada transgressiva através dos gêneros", refletindo suas diversas influências musicais e experiências de vida. Em uma entrevista à Rolling Stone em 10 de dezembro de 2024, Gaga caracterizou o projeto como uma obra eclética que combina diversos gêneros, estilos e emoções, todos guiados por seu profundo amor pela música. Ela disse:
| “ | O álbum é imbuído do meu amor pela música: uma diversidade de gêneros, estilos e sonhos. Ele salta de um gênero para outro de uma maneira que parece quase corrupta e culmina no amor. Essa é minha resposta para todo o caos da minha vida: encontro paz no amor. Cada música que escrevi surgiu de uma entrega a diferentes sonhos ligados ao meu passado, quase como uma lembrança de todas as más decisões que tomei ao longo da vida. Há momentos em que levamos o som ao extremo e outros em que tudo gira em torno do amor. Para mim, isso representa o verdadeiro caos. Às vezes, é difícil enxergar a luz, mas acho que o que torna o caos interior ainda mais desafiador é quando, ocasionalmente, você vislumbra um raio de sol. Por isso, o álbum oferece um pouco de tudo. É uma experiência completa. | ” |

Sobre sua inspiração, a artista afirmou: "O álbum começou como eu enfrentando meu medo de retornar à música pop que meus primeiros fãs amavam", comparando o processo criativo a "reconstruir um espelho quebrado: mesmo que você não consiga encaixar os pedaços perfeitamente, ainda pode criar algo belo e inteiro de uma nova maneira". Gaga ainda descreveu o álbum como "caótico" e "transgressor de gêneros". Uma música não especificada do disco foi descrita por Jonathan Van Meter, da Vogue, como "intensa e sombria... um clássico banger à moda antiga da Gaga, inquietante, mas também vibrante".

### Influências
Em entrevista ao Los Angeles Times, Gaga afirmou que o álbum é fortemente influenciado pela música industrial, fruto de seu interesse em explorar diversas facetas da música eletrônica. Ela explicou: "Adorei aprender sobre música industrial e as diferentes áreas da música eletrônica", enfatizando sua busca contínua por mesclar gêneros: "Provavelmente fui julgada por não me prender a apenas uma coisa, mas não fazer isso é o que me mantém viva." Quanto à abordagem musical, Gaga a descreveu como "um verdadeiro caos", que "quebra muitas regras e é extremamente divertido." A artista citou influências como o alternativo dos anos 90, o electro-grunge, as melodias de Prince e David Bowie, guitarras e atitude, linhas de baixo funky, música eletrônica francesa e sintetizadores analógicos. Do ponto de vista dos gêneros, ela acrescentou: "Simplesmente soa bem. Faz bem. É sobre seguir o seu próprio caos, para onde quer que ele te leve na vida." A cantora também destacou a influência da cultura ball no álbum, um movimento que tem inspirado sua arte desde o início, afirmando que "sempre estive fascinada pela graça, liberdade e expressão que se encontram na cena do ballroom. Cresci em Nova York e fui aluna de Paris Is Burning quando era muito, muito jovem. Sempre me inspirei na enorme quantidade de graça, liberdade e alegria da cultura do salão de baile". Quanto à sua abordagem musical, acrescentou: "Simplesmente parece certo. Soa bem. Seguir o seu próprio caos leva você a cantos inesperados da sua vida". Também afirmou que Mayhem nasceu de fragmentos musicais e emocionais desconexos, que ela acabou unindo de forma orgânica. A intérprete o definiu como "uma série de sonhos góticos" que refletem tanto o caos quanto a beleza, destacando que cada música é uma reflexão sobre seus próprios conflitos internos, apresentada com um tom festivo que busca conectar-se com o público tanto em festas quanto em momentos íntimos.

## Conceito

### Título
Em entrevista à Elle, Gaga revelou que o título do álbum corresponde a um personagem cuja presença é sentida ao longo das quatorze faixas do álbum. No videoclipe de "Disease", Mayhem (interpretada por Gaga), está vestida de preto e com unhas longas, e aparece como uma figura de olhos ensanguentados dirigindo um carro. Sobre a escolha do título, Gaga afirmou que "o álbum foi intitulado Mayhem para homenagear um pedaço de mim e um pedaço da vida que nem sempre é fácil de aceitar". Ela elaborou:
| “ | Foi difícil no começo dar ao álbum o nome de Mayhem porque eu não queria que esse sentimento fosse real. Eu também sou uma pessoa esperançosa. Eu também sou alguém que é uma sonhadora, mas o que eu acho que a conclusão que cheguei é; são todas as fraturas de quem somos e as fraturas no mundo e o caos dessa fragilidade que finalmente nos ensina o poder da alegria, e dançar e chorar e rir e ouvir música e abraçar seus amigos e sua família e repetir! Este álbum é divertido e eu gostei do contraste de um álbum divertido que também é chamado Mayhem. | ” |

No Dicionário Cambridge, Mayhem significa "uma situação em que há pouca ou nenhuma ordem ou controle", ou seja, no português, a palavra pode ser traduzida como "caos", "desordem", "confusão" ou "tumulto".

### Capa
A arte da capa de Mayhem foi revelada em 27 de janeiro de 2025 por meio do site oficial e das plataformas de Gaga. Antes do anúncio oficial, pôsteres promocionais surgiram em Nova Iorque, exibindo uma fotografia em preto e branco de Gaga, acompanhada pelo título do álbum e a data de lançamento escritos em vermelho na parte inferior. A capa da edição padrão apresenta Gaga com os cabelos pretos desgrenhados e o rosto levemente distorcido atrás de um vidro estilhaçado. A contracapa mantém o esquema em preto e branco, com Mayhem escrito em uma fonte distorcida e agressiva, enquanto Lady Gaga aparece abaixo em uma tipografia mais clássica, com o primeiro "A" invertido. O ensaio fotográfico foi supervisionado por Frank Lebon.

## Composição e gravação
O DJ e produtor musical francês Gesaffelstein colaborou na produção do álbum, que além dele, Gaga, Andrew Watt e Cirkut são creditados como produtores executivos de Mayhem. O álbum foi gravado no estúdio Shangri-La de Rick Rubin, em Malibu na Califórnia, onde Gaga também produziu Joanne (2016) e a trilha sonora de A Star Is Born (2018).
Em maio de 2024, durante uma sessão de perguntas e respostas após a estreia de seu especial Gaga Chromatica Ball, Gaga revelou que estava profundamente imersa na composição e gravação do álbum. Ela descreveu o material como "completamente diferente de tudo o que já fiz antes", destacando sua exploração na quebra de gêneros musicais e na incorporação de novas influências criativas. Gaga explicou que cada música reflete seu próprio caos interior, mas é apresentada com um tom celebratório, visando conectar-se com o público em diferentes contextos, desde uma festa até um momento íntimo em casa. Segundo a artista, Mayhem é uma homenagem ao seu "amor pela música, reunindo uma grande variedade de gêneros, estilos e diferentes sonhos."

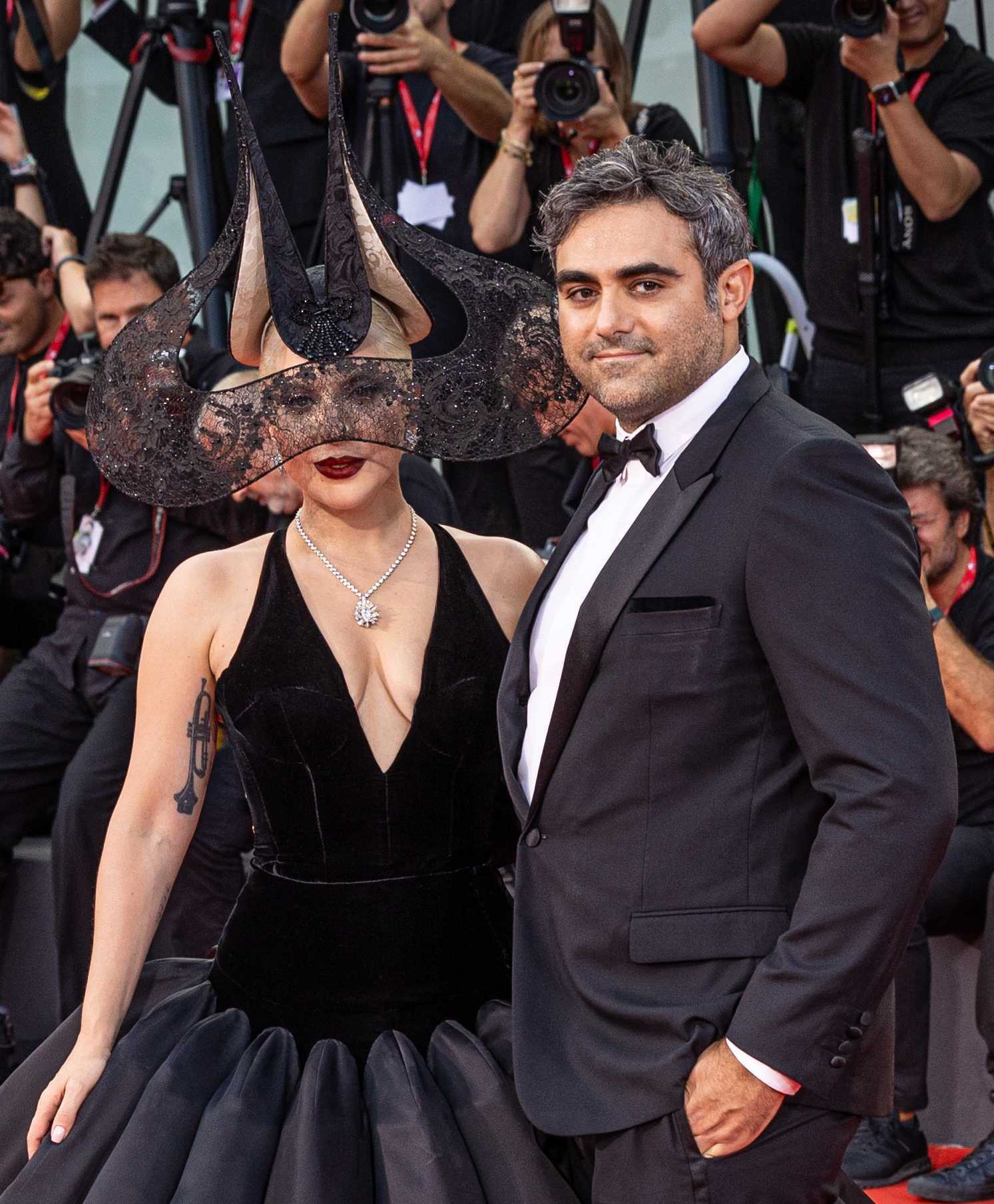
Gaga junto com seu noivo, Michael Polansky, co-autor de diversas músicas de Mayhem.

Em setembro de 2024, ao conceder uma entrevista à revista Vogue, Gaga declarou que seu parceiro, Michael Polansky, foi fundamental para inspirá-la a retornar ao pop: "Michael me disse: 'Amor, eu te amo. Você precisa fazer música pop' ", o que marcou um ponto de inflexão no processo criativo. Ela afirmou que, ao contrário de Chromatica (2020), concebido a partir de um lugar de escuridão, Mayhem representa "uma felicidade renovada".
O produtor Cirkut comentou à Billboard que o objetivo com "Disease" foi capturar "a essência inconfundível de Gaga" com um som contemporâneo. Ele descreveu a faixa como "ousada e agressiva", destacando o desafio de equilibrar o familiar com o inovador. Junto a Andrew Watt, incorporaram elementos dramáticos e teatrais, buscando um som impactante que, segundo Cirkut, "atinge o ouvinte de imediato". Por sua vez, o produtor Andrew Watt descreveu a gravação como um processo "espontâneo", mencionando que "Gaga ouve algo, pega o microfone e flui". Em particular, comentou que "Abracadabra" surgiu de maneira natural, com a cantora desenvolvendo a melodia de forma intuitiva e estruturando-a ao piano.
Sobre sua colaboração com Bruno Mars, Gaga contou que, certa noite, enquanto trabalhava no álbum, recebeu uma ligação do cantor e decidiram se encontrar em um estúdio próximo. Naquela mesma noite, concluíram "Die with a Smile", inspirando-se nas harmonias dos anos 70 e em colaborações como as de Carole King e James Taylor. Watt detalhou que a sessão foi completamente ao vivo, com Gaga anotando os acordes e as linhas de baixo enquanto Mars tocava a guitarra. A colaboração surgiu durante a produção do álbum e, embora inicialmente não estivesse prevista para ser incluída no disco, Gaga afirmou que acabou se tornando a "peça que faltava" para conectar os temas centrais de Mayhem: amor, caos e reconciliação. Watt, por sua vez, garantiu que a música sempre foi pensada para o álbum.

## Conteúdo musical
O disco abre com "Disease", uma faixa dos gêneros dance pop, EDM e industrial, na qual Gaga expressa o desejo de curar seu amante, com um tom obsessivo por ser a única capaz de tratar sua doença. A segunda faixa, "Abracadabra", é uma música de dance pop, electropop e dark pop, com influências de house e europop. A faixa incorpora elementos de "Spellbound", de Siouxsie And The Banshees, o que rendeu créditos aos músicos Siouxsie Sioux, Budgie, John McGeoch e Steven Severin. Segundo a cantora, a letra trata sobre "enfrentar o desafio da vida e o desafio da noite, e encontrar a magia em tudo isso". A terceira música, "Garden of Eden", combina sons do pop dos anos 2000 com uma base eletrônica e um refrão distorcido que remete aos primeiros trabalhos de Gaga na música dance. Sua estrutura incorpora sintetizadores oscilantes e um ritmo acelerado, com um refrão em que a artista convida a se perder em um paraíso artificial de excessos. Para alguns críticos, a faixa mistura euforia e escuridão, evocando um rave em um clube underground. Na quarta faixa, "Perfect Celebrity", Gaga explora a obsessão da sociedade com a fama e a imagem pública, com um som electro-grunge que foi comparado a "Never Enough" (1990) do The Cure. A canção incorpora uma crítica mordaz ao culto da celebridade, com versos como "me tornei um ser notório, encontre meu clone, está dormindo no teto", que refletem a dualidade entre a pessoa real e sua versão midiática. Mayhem continua com "Vanish Into You", que combina elementos do glam rock e do pop experimental com influências de David Bowie. Sua estrutura melódica é marcada por coros harmonizados e uma linha de sintetizadores envolvente, enquanto sua letra aborda a entrega total em um relacionamento amoroso. A sexta faixa, "Killah", em colaboração com o produtor Gesaffelstein, apresenta uma produção no estilo electro-funk industrial, com elementos inspirados na banda Nine Inch Nails. Sua letra descreve uma mulher fatal que oscila entre o desejo e a ameaça, com versos como "I’m a murderer in disguise" ("Eu sou um assassino disfarçado"), enquanto seu ritmo alterna entre o techno sombrio e um breakdown eletrônico conduzido pelo produtor francês.

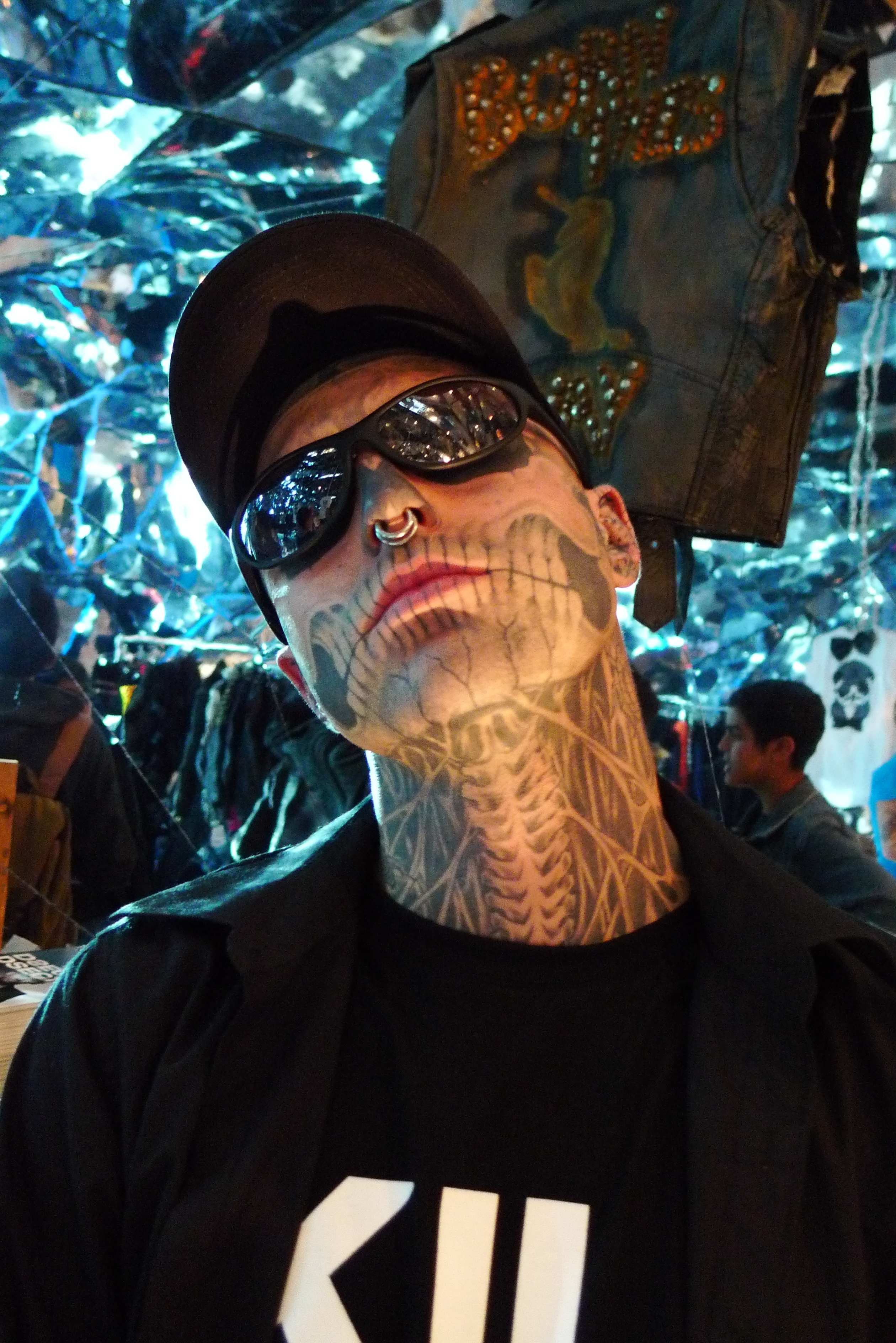
"Zombieboy" foi inspirada no modelo Rick Genest (1985–2018).

A sétima música, "Zombieboy", é uma homenagem a Rick Genest, conhecido como Zombie Boy, que apareceu no videoclipe de "Born This Way" (2011). A faixa combina funk e disco com uma estrutura de percussão animada e letras que narram uma noite de excessos. Por sua vez, "LoveDrug" incorpora influências do arena rock, com um som inspirado em bandas como Boston e Foreigner. Sua letra brinca com a metáfora do amor como um vício, destacando-se o refrão: "I just need a dose of the right stuff/I just need a hit of your love drug" ("Eu só preciso de uma dose da coisa certa/Eu só preciso de uma dose da sua droga do amor"). A nona canção, "How Bad Do U Want Me", introduz uma mudança na atmosfera do álbum com uma produção synth-pop de inspiração oitentista, abordando a dicotomia entre a “garota má” e a percepção de seu amante, que deseja o oposto. Com uma estrutura mais leve que o restante do disco, foi descrita como um respiro dentro do caos geral de Mayhem. Em contraste, a décima faixa, "Don’t Call Tonight", retorna a um som mais denso, com influências do funk e do europop. Seus versos narram a incerteza e o autoengano em um relacionamento tóxico, enquanto sua ponte, acompanhada por um talkbox, reforça sua estética retrô.
Mayhem continua com "Shadow of a Man", uma música que aborda o sexíssimo e as expectativas impostas às mulheres na indústria musical. Com uma base de disco e electropop, Gaga critica a disparidade de oportunidades e o duplo padrão que enfrenta, enfatizando no refrão que está pronta para "dançar na sombra de um homem". A próxima faixa, "The Beast", brinca com a metáfora da transformação e do desejo, narrando a história de um amante que esconde sua verdadeira natureza ou, talvez, da própria artista revelando seu lado mais selvagem. Sua produção incorpora um solo de guitarra que intensifica seu dramatismo. O álbum segue com "Blade of Grass", uma balada introspectiva inspirada por uma conversa com seu noivo, na qual Gaga imaginava aceitar um pedido de casamento com apenas um fio de grama no dedo.. Sua instrumentação minimalista e sua estrutura melódica crescente reforçam sua carga emocional.. Mayhem encerra com "Die with a Smile", uma balada que mistura pop e soft rock com nuances de soul. Sua letra descreve o amor incondicional de um casal que encontraria felicidade mesmo em um hipotético fim do mundo, desde que estivessem juntos.

## Promoção

### Marketinge lançamento
No dia 21 de janeiro de 2025, Gaga lançou em seu site uma contagem regressiva que culminaria em 27 de janeiro. A cada dia, a página exibia um design inspirado em seus álbuns anteriores, começando com The Fame (2008) e seguindo com The Fame Monster (2009), Born This Way (2011), Artpop (2013), Joanne (2016), Chromatica (2020) e Harlequin (2024). Ao final da contagem, Gaga revelou o título de seu novo álbum, Mayhem, junto com a capa e a data de lançamento programada para 7 de março de 2025.
Um mês depois, em 17 de fevereiro, atualizou novamente seu site, desta vez com um fundo interativo no qual os usuários podiam descobrir trechos das letras do disco, que apareciam e desapareciam ao mover o cursor. Ao acessar o site, era exibida a mensagem "What’s in a gothic dream?" (traduzível como "O que há em um sonho gótico?"), e entre as linhas descobertas estavam letras como "Choke on the fame and hope it gets you high" ("Atragante-se com a fama e espere que o efeito te faça voar") e "I’ll burn a hole right through your eyes" ("Queimarei um buraco através dos seus olhos"), entre outras. No dia seguinte, anunciou através de suas redes sociais a lista de faixas de Mayhem, composta por 14 músicas em sua versão padrão e duas faixas bônus. Em 21 de fevereiro, em uma entrevista ao Spotify, Gaga apresentou prévias de "Perfect Celebrity" e "The Beast", além de antecipar um evento com fãs no dia anterior ao lançamento do álbum.
No dia 7 de março, Mayhem foi lançado mundialmente pela Interscope Records nos formatos de CD, download digital, streaming e disco de vinil. Além disso, foram lançadas edições físicas limitadas em diversos formatos, incluindo vinis e cassetes com a capa original.

### Singles
No dia 16 de agosto de 2024, "Die with a Smile", single avulso de Gaga e Bruno Mars, foi lançado através da Interscope Records. Comercialmente, tornou-se um sucesso global ao posicionar-se em 1º lugar na lista Billboard Global 200 durante oito semanas consecutivas, liderando as paradas em países como Canadá, Estados Unidos, Índia e Suíça, entre outros. Também se tornou a canção que mais rapidamente alcançou milhões de reproduções no Spotify e foi nomeada a canção mais viral de 2024. Um videoclipe foi lançado, dirigido por Mars e Daniel Ramos, que mostra os cantores em um estúdio retrô, e foram realizadas apresentações ao vivo, tanto em conjunto como solo, em diversos palcos. Posteriormente, "Die with a Smile" se tornou um dos singles presentes no Mayhem, mesmo não sendo uma canção promocional original do projeto, uma vez que, havia sido lançada como um single independente. A canção recebeu um Grammy na categoria de melhor peformance pop de dupla ou grupo, além de ter sido indicada a canção do ano.
"Disease", o primeiro single de promoção do álbum, foi lançado no dia 25 de outubro de 2024. Uma semana depois, estreou o videoclipe, no qual a cantora enfrenta versões de si mesma que simbolizam seus medos. Segundo Gaga, o motivo inicial por ela ter escolhido "Disease" como primeiro single, é pelo fato da música ter uma sonoridade forte. O videoclipe foi descrito como "vanguardista" e comparado favoravelmente com a estética de The Fame Monster (2009). Comercialmente, atingiu a 14ª posição no Billboard Global 200 e entrou no top 30 em territórios como Brasil, Canadá, Estados Unidos, Irlanda e Reino Unido, entre outros.
"Abracadabra", o segundo single, teve seu lançamento marcado para ser durante uma pausa comercial na 67.ª edição dos Grammy Awards. A canção foi lançada oficialmente no dia 3 de fevereiro, juntamente com seu videoclipe, que foi dirigido por Gaga junto com Parris Goebel e Bethany Vargas. A canção recebeu uma resposta favorável da crítica especializada, que notou influências dos trabalhos anteriores da artista e elogiou tanto sua produção quanto seu ritmo, que foi considerado "pegajoso". Seu videoclipe, que mostra uma batalha de dança entre as versões de luz e escuridão da artista, também teve uma boa recepção do público e da crítica, com estes últimos destacando aspectos como a estética e a cinematografia. Abracadabra acabou chegando ao segundo lugar das músicas mais ouvidas do Spotify Global em 8 de fevereiro, ficando atrás apenas de "Die with a Smile". A posição da canção marca a primeira vez, desde 2011, que a artista lança um single solo com ótimos desempenhos, que nas primeiras 24 horas de lançamento acumulou 8,45 milhões de reproduções no Spotify. Nos Estados Unidos, a música se tornou a mais ouvida e conquistou o primeiro lugar nas paradas de lá, com 2,3 milhões de reproduções.

### Apresentações ao vivo
No dia 20 de novembro de 2024, Gaga anunciou através de suas redes sociais que seria a principal atração da vigésima quarta edição do festival Coachella, programada para abril de 2025. Esta foi a segunda vez que atuou como artista principal nesse evento. No dia 15 de dezembro, participou de um especial de Natal de Carpool Karaoke do programa The Late Late Show with James Corden, transmitido pelo Apple TV+, onde interpretou as canções "Die with a Smile" e "Disease". Além disso, uma série de shows começaram a serem anunciados para divulgar o Mayhem. O primero concerto confirmado foi o show gratuito na praia de Copacabana no Rio de Janeiro, marcado para o dia 3 de maio de 2025, chamado Mayhem on the Beach (Mayhem na Praia), como parte do evento Todo Mundo no Rio, que foi transmitido pelo Multishow e pela TV Globo. Sobre o show no Brasil, Gaga expressou seu entusiasmo por reencontrar seus fãs e garantiu que está se preparando para oferecer "um espetáculo que jamais esquecerão". Segundo a Riotur, compareceram ao concerto 2,1 milhões de pessoas, tornando-se a maior apresentação já feita pela artista em toda sua carreira e tornado-a a artista feminina com maior público da história. Gaga também fará um show no México após 13 anos desde sua primeira ida ao país. O show será em 26 de abril de 2025 no Estádio GNP Seguros na Cidade do México, conforme o anúncio da Live Nation à imprensa, seguido por uma postagem da cantora no Instagram: "¡Viva La MAYHEM! Estamos voltando". Entre as datas de 18 a 21 de maio de 2025, será realizado pela cantora shows no National Stadium em Singapura, conforme divulgação em suas redes sociais, chamando os shows de "Mayhem Singapura". Em março de 2025, Gaga anunciou a turnê The Mayhem Ball.

### Outros meios
Como parte da promoção de Mayhem, Gaga participou de várias entrevistas e colaborou com diversas marcas e plataformas, além de compartilhar material audiovisual nas redes sociais e em seu canal no YouTube. Em novembro de 2024, lançou em suas plataformas duas versões acústicas ao vivo de "Disease", intituladas "The Antidote Live" e "The Poison Live". Posteriormente, esse single foi incorporado ao repertório da cantora no videogame Fortnite como parte do Fortnite Festival, no qual Gaga foi a artista principal no início de 2024.
No início de fevereiro de 2025, colaborou com a Mastercard em um concurso no qual seus fãs podiam recriar a coreografia de "Abracadabra" para participar de um vídeo especial. Posteriormente, a marca divulgou um making of do videoclipe. Gaga e Bruno Mars estavam previstos para interpretar "Die with a Smile" na 67ª edição do Grammy Awards, mas, devido aos incêndios florestais na Califórnia, decidiram prestar uma homenagem aos afetados com uma interpretação de "California Dreamin".
Em 13 de fevereiro, a artista apareceu em um episódio de Hot Ones, uma série de entrevistas no YouTube, onde falou sobre seu processo criativo ao compor músicas. Dias depois, participou do quadro Lie Detector Test da revista Vanity Fair.
No fim de fevereiro, Gaga fez uma parceria com o Spotify para organizar um evento chamado Mayhem: Little Monster Press Conference, uma coletiva de imprensa com seus fãs, programada para a véspera do lançamento do álbum. Sobre o evento, a artista declarou: "A razão pela qual quis fazer isso foi para celebrar a comunidade que construí com meus fãs, quem somos no presente. Lançar álbuns é uma oportunidade de me reconectar com eles, porque estou lhes oferecendo um presente. Fiz este álbum para eles e estou curiosa para ver onde estamos agora".
Além da coletiva de imprensa, serão publicadas várias entrevistas com meios como The Zane Lowe Show da Apple Music, Good Morning America, GMA3: What You Need to Know, Black Girl Nerds, BBC News e a emissora francesa NRJ. Além disso, a cantora lançou Gaga Radio junto à emisora de radio SiriusXM, um canal temporário disponível até abril com músicas selecionadas por ela, incluindo canções de Mayhem e temas que a inspiraram ao longo de sua carreira. Segundo a SiriusXM, o canal busca refletir "a energia eclética que cativou seus seguidores com uma visão artística ousada e sem medo", destacando os temas de "caos e transformação" presentes no álbum, assim como o poder da música para "unir, provocar e curar". Além de incluir material exclusivo sobre a realização do disco, a programação conta com canções clássicas de artistas que influenciaram Gaga, como David Bowie, Whitney Houston, Bruce Springsteen, Prince, Elton John, Queen e Tony Bennett, entre outros. Nas pausas da transmissão, são compartilhadas declarações da cantora sobre sua evolução artística e como sua inspiração musical influenciou o processo criativo do álbum. A gravadora Universal Music Group organizou sessões de audição oficiais em diferentes países, incluindo Austrália, Canadá, Estados Unidos, França, Japão e Reino Unido, onde os seguidores poderão ouvir o álbum horas antes de seu lançamento. Por sua vez, o canal ESPN anunciou a canção "Garden of Eden" como o hino oficial da temporada 2025 de Fórmula 1. Segundo um comunicado de imprensa, além desta canção, outras faixas do disco servirão para musicalizar diferentes momentos ao longo da temporada. Em 8 de março de 2025, Gaga foi a apresentadora e convidada musical no Saturday Night Live, programa de comédia estadunidense, onde performou as canções "Abracadabra" e "Killah", como parte da divulgação do Mayhem.

## Recepção

### Crítica especializada
| Críticas profissionais | Críticas profissionais |
| Pontuações agregadas   | Pontuações agregadas   |
| Fonte                  | Avaliação              |
| ---------------------- | ---------------------- |
| AnyDecentMusic?        | 7.5/10                 |
| Metacritic             | 84/100                 |
| Album of the Year      | 76/100                 |
| Avaliações da crítica  |                        |
| Fonte                  | Avaliação              |
| Clash                  | 8/10                   |
| The Daily Telegraph    | [ 157 ]                |
| Financial Times        | [ 158 ]                |
| The Guardian           | [ 159 ]                |
| The Independent        | [ 160 ]                |
| The Line of Best Fit   | 7/10                   |
| NME                    | [ 162 ]                |
| Rolling Stone UK       | [ 163 ]                |
| Slant Magazine         | [ 164 ]                |
| The Times              | [ 165 ]                |

Mayhem recebeu aclamação universal por parte da crítica especializada, que o destacou como um retorno às suas raízes pop com uma abordagem fresca e experimental. Os críticos elogiaram sua fusão de gêneros, a solidez de sua produção e seu equilíbrio entre acessibilidade e ousadia artística. No site Metacritic, acumulou 84 pontos de 100 com base em 24 críticas profissionais, tornando-se o álbum mais bem avaliado da artista. Enquanto isso, no site Album of the Year, obteve 76 pontos de 100 com base em 27 críticas.
Richard Burn, da edição britânica da Rolling Stone, avaliou Mayhem com quatro de cinco estrelas e o descreveu como "um microcosmo da carreira de Gaga até agora". Burn destacou que o álbum encapsula a essência de seus trabalhos anteriores, relembrando a abordagem pop maximalista que definiu The Fame (2008) e Born This Way (2011). Embora a crítica tenha mencionado que alguns momentos "podem parecer superproduzidos", concluiu que Gaga consegue "fazer pop como ninguém mais pode", entregando um álbum vibrante que reafirma seu lugar na indústria. Alexis Petridis, do The Guardian, concedeu quatro de cinco estrelas e definiu o álbum como "uma reafirmação dos valores essenciais de Gaga", destacando sua fusão de eletrônica, house e disco com refrões memoráveis. Petridis afirmou que o álbum "não soa retrô, mas sim relevante", comparando sua abordagem com The Fame (2008) e ressaltando sua conexão com a cena pop atual. Ele também o descreveu como "consistentemente bem escrito, repleto de refrões e pontuado por reviravoltas musicais intrigantes", destacando faixas como "Perfect Celebrity" por sua exploração da fama e "Killah" por suas mudanças inesperadas na produção.
Por sua vez, Ed Potton, do The Times, deu ao álbum quatro de cinco estrelas, descrevendo-o como "um retorno triunfal ao pop que originalmente a tornou famosa". A crítica destacou os singles "Disease" e "Abracadabra" como exemplos da habilidade de Gaga em criar sucessos para as pistas de dança e afirmou que o álbum "consolida a destreza de Gaga na criação de hinos pop envolventes". Adam White, do jornal The Independent, destacou que Mayhem representa o retorno de Gaga às suas raízes pop após uma década explorando outros gêneros, observando que a artista parece "comprometida e presente de uma maneira que não víamos há muito tempo". O crítico afirmou que, embora Gaga tenha promovido vários de seus álbuns com a ideia de que voltou a se encontrar, desta vez Mayhem "parece diferente, com sua inclinação para o caótico e o extravagante", e ressaltou que:

É um enorme alívio ver Gaga sem medo do pop mais uma vez, revisitando uma época em que sua música parecia ter sido lançada em um liquidificador, depois transformada e transfigurada.

Em uma resenha semelhante, Steven J. Horowitz, da revista Variety, avaliou o álbum positivamente e o descreveu como "um retorno às raízes pop e à pista de dança", destacando que Gaga "revitaliza elementos-chave de seus primeiros trabalhos sem soar nostálgica". Segundo a revista, o álbum explora sons eletrônicos e refrães memoráveis, ressaltando faixas como "Vanish Into You", cuja tensão remete a "Bad Romance" (2009). Horowitz também destacou a habilidade de Gaga em soar "autêntica e livre de expectativas" e concluiu afirmando que, neste trabalho, a artista "se diverte e demonstra uma confiança criativa renovada".
Nick Levine, da revista NME, avaliou o álbum positivamente e o definiu como "um retorno de Gaga à sua visão maximalista do pop". A crítica destacou sua "confiança despreocupada" ao fundir sons diversos, indo de influências disco e rock ao electro-funk, e ressaltou faixas como "Garden of Eden", que evoca refrães vocais semelhantes aos de "Poker Face" (2008), além de "Perfect Celebrity", que retoma tematicamente a ideia da fama explorada em seus primeiros trabalhos. Levine concluiu que Mayhem é "um álbum divertido e ousado".
Neil McCormick, do The Telegraph, deu a Mayhem uma avaliação de quatro estrelas em cinco, descrevendo-o como "uma experiência emocionante, mas exaustiva, um ataque sonoro avassalador". A crítica destacou a fusão de Gaga entre sintetizadores industriais e coros potentes, inspirados em ícones dos anos 80 como David Bowie e Blondie, além de elogiar sua habilidade para criar melodias cativantes e sua ambição artística. India Block, do jornal Evening Standard, concedeu ao álbum cinco estrelas em cinco e o descreveu como "música mortal para dançar a noite toda". A crítica destacou sua combinação de sonoridades góticas, metal e synth-pop oitentista, ressaltando especialmente letras com temáticas sombrias e cinematográficas, como "Killah", que definiu como "divertida e cruel". O álbum foi descrito como "um passeio triunfal" pela carreira de Gaga, com referências a sucessos anteriores como "Bad Romance", "Telephone" e "Shallow". Block concluiu afirmando que Mayhem representa um presente especialmente significativo para seus fãs, celebrando "o poder curador da pista de dança".
Donovan Livesey, da MusicOMH, avaliou Mayhem com 4,5 de 5 estrelas e o descreveu como "um tumulto sonoro estimulante e cheio de energia, seu melhor álbum em anos". A crítica destacou o retorno de Gaga ao seu estilo de alto conceito, especialmente em "Disease", onde ela se apresenta como "uma guia espiritual e curadora", explorando o amor como uma possessão demoníaca. Também ressaltou sua capacidade de se reinventar e equilibrar seu som característico com as tendências atuais.
David Cobbald, da The Line of Best Fit, avaliou o álbum com 7 de 10 estrelas e o descreveu como "um álbum inspirado mais do que inspirador", elogiando sua produção e o retorno de Gaga a sonoridades clássicas dos anos 70 e 80, mas apontando que o disco carece do caos prometido em sua campanha. Concluiu que, nesta ocasião, "ela se manteve dentro das regras em vez de reinventá-las".
CJ Thorpe-Tracey, da The Quietus, descreveu o álbum como "um retorno eficaz" ao som que fez de Gaga uma estrela, destacando sua habilidade de revisitar sua essência pop sem perder frescor. A crítica elogiou a forma como a artista joga com sua própria trajetória, apontando que "em 'Abracadabra', ela resgata seu característico uso de frases cativantes, enquanto em 'Perfect Celebrity' explora a fama com a mesma intensidade de Born This Way". Também destacou a colaboração com Gesaffelstein em "Killah", considerando-a "uma homenagem ao som de Prince", e ressaltou o bloco disco formado por "Zombieboy" e "LoveDrug" por sua energia vibrante. Robin Murray, da revista Clash, avaliou o álbum com 8 de 10 pontos e o definiu como "um emocionante retorno de Gaga ao pop sombrio". Destacou faixas como "Disease", comparada a trabalhos anteriores da artista por sua produção teatral, enquanto "Abracadabra" foi elogiada por sua ousada fusão de europop e surrealismo. Embora tenha mencionado que a transição para baladas como "Blade of Grass" seja "um tanto desconfortável", concluiu descrevendo o álbum como "um banquete de ideias impactantes e audaciosas".
Jill Wannasa, do site Shatter the Standards, deu 4 de 5 estrelas ao álbum e o descreveu como "um trabalho que equilibra acessibilidade e ousadia artística", destacando sua fusão de gêneros e mencionando que Gaga "não segue regras e se diverte fazendo isso". A crítica também ressaltou a diversidade de influências, desde o rock alternativo dos anos 90 até o electro-grunge, e concluiu que Mayhem mostra Gaga "em sua fase mais livre e criativa". Jonathan Landrum Jr., da Associated Press, descreveu Mayhem como "um retorno de Gaga às suas raízes no pop sombrio", destacando sua fusão de gêneros e sua energia renovada após um período de introspecção. Ele também ressaltou a ambição do álbum e seu equilíbrio entre experimentação e acessibilidade, afirmando que o trabalho reflete "uma paixão renovada pela música" e consolida a presença da artista na cena pop atual. Ann Powers, da NPR, destacou que Mayhem representa um retorno de Gaga à "escuridão confrontativa" de seus primeiros trabalhos, ressaltando sua renovada paixão pela extravagância e inovação musical. Além disso, sublinhou que o álbum aborda temas como "magia negra", "batalhas internas heroicas" e "vulnerabilidade", recuperando a intensidade artística de seus anos iniciais.
Stephen Ackroyd, da revista Dork, deu 4 de 5 estrelas ao álbum e o descreveu como "caótico, barulhento e um pouco delirante, mas também um verdadeiro espetáculo", destacando sua energia transbordante e seu enfoque maximalista sem restrições e e concluiu que o álbum reafirma o status de Gaga como "a maior representante do pop maximalista". Alex Camp, da Slant Magazine, concedeu três de cinco estrelas ao disco, elogiando faixas como "Perfect Celebrity" por sua abordagem sobre a fama, mas criticando o álbum por não corresponder totalmente às expectativas de um retorno ao pop industrial. Por outro lado, Ed Power, do The Irish Times, fez uma avaliação negativa, descrevendo o disco como "uma tentativa desajeitada de recriar a magia de "Poker Face" e "Paparazzi"" e criticando sua falta de inovação.

## Prêmios ou indicações
| Ano  | Premiação           | Categoria      | Resultado | Ref.    |
| ---- | ------------------- | -------------- | --------- | ------- |
| 2025 | Kids' Choice Awards | Álbum Favorito | Indicado  | [ 180 ] |

## Alinhamento de faixas
| Mayhem – Edição padrão e edição exclusiva da Amazon |                                     |                                                                                |                                |         |  |
| N.º                                                 | Título                              | Compositor(es)                                                                 | Produtor(es)                   | Duração |  |
| 1.                                                  | "Disease"                           | Lady Gaga Andrew Watt Henry Walter Michael Polansky                            | Gaga Watt Cirkut               | 3:49    |  |
| 2.                                                  | "Abracadabra"                       | Gaga Watt Walter John McGeoch Peter Edward Clarke Steven Severin Susan Ballion | Gaga Watt Cirkut               | 3:43    |  |
| 3.                                                  | "Garden of Eden"                    | Gaga Watt Mike Lévy Walter                                                     | Gaga Gesaffelstein Watt Cirkut | 4:00    |  |
| 4.                                                  | "Perfect Celebrity"                 | Gaga Watt Lévy Walter                                                          | Gaga Watt Cirkut               | 4:39    |  |
| 5.                                                  | "Vanish Into You"                   | Gaga Watt Walter Polansky                                                      | Gaga Watt Cirkut               | 4:06    |  |
| 6.                                                  | "Killah" (part. de Gesaffelstein)   | Gaga Watt Lévy Walter                                                          | Gaga Gesaffelstein Watt Cirkut | 3:31    |  |
| 7.                                                  | "Zombieboy"                         | Gaga Watt Walter James Fauntleroy                                              | Gaga Watt Cirkut               | 3:35    |  |
| 8.                                                  | "LoveDrug"                          | Gaga Watt Walter Polansky                                                      | Gaga Watt Cirkut               | 3:14    |  |
| 9.                                                  | "How Bad Do U Want Me"              | Gaga Watt Walter Polansky                                                      | Gaga Watt Cirkut               | 3:59    |  |
| 10.                                                 | "Don't Call Tonight"                | Gaga Watt Walter Polansky                                                      | Gaga Watt Cirkut               | 3:47    |  |
| 11.                                                 | "Shadow of a Man"                   | Gaga Watt Walter                                                               | Gaga Watt Cirkut               | 3:21    |  |
| 12.                                                 | "The Beast"                         | Gaga Watt Walter Polansky                                                      | Gaga Watt Cirkut               | 3:56    |  |
| 13.                                                 | "Blade of Grass"                    | Gaga Watt Lévy Polansky                                                        | Gaga Watt Gesaffelstein        | 4:18    |  |
| 14.                                                 | "Die with a Smile" (com Bruno Mars) | Mars Gaga Dernst Emile II Fauntleroy Watt                                      | Mars D'Mile Gaga Watt          | 4:11    |  |
| Duração total:                                      | Duração total:                      | Duração total:                                                                 | Duração total:                 | 53:04   |  |

| Mayhem – Edição física exclusiva, edição picture disc e edição japonesa |                       |                  |                  |         |  |
| N.º                                                                     | Título                | Compositor(es)   | Produtor(es)     | Duração |  |
| 5.                                                                      | "Can't Stop the High" | Gaga Watt Walter | Gaga Watt Cirkut | 3:31    |  |
| Duração total:                                                          | Duração total:        | Duração total:   | Duração total:   | 56:35   |  |

| Mayhem – Edição exclusiva da Target |                 |                  |                  |         |  |
| N.º                                 | Título          | Compositor(es)   | Produtor(es)     | Duração |  |
| 11.                                 | "Kill for Love" | Gaga Watt Walter | Gaga Watt Cirkut | 4:06    |  |
| Duração total:                      | Duração total:  | Duração total:   | Duração total:   | 57:10   |  |

Notas
- "Abracadabra" contém uma interpolação de "Spellbound" (1981) de Siouxsie and the Banshees, escrita por Susan Ballion, Peter Edward Clarke, John McGeoch e Steven Severin.

## Desempenho comercial
Mayhem obteve um grande desempenho comercial em nível global, estreando na primeira posição das listas de sucessos musicais de álbuns mais vendidos em 22 países. Em seu primeiro dia, o álbum registrou 45,7 milhões de reproduções globais no Spotify, tornando-se a segunda maior estreia de Gaga na plataforma, ficando atrás apenas de Chromatica (2020). De acordo com a Forbes, o disco alcançou o topo da lista dos mais vendidos do iTunes em vários países, o que reflete, segundo a revista, "a sólida base de seguidores de Gaga e a eficaz estratégia de promoção" que acompanhou seu lançamento.
Em sua primeira semana, alcançou o maior número de reproduções para um álbum feminino no Spotify em 2025 e registrou o maior número de execuções em uma semana para um álbum de Gaga, com 219 milhões de streams globais. Além disso, vários meios de comunicação relataram que os discos de vinil de Mayhem esgotaram rapidamente, o que contribuiu para sua estreia no primeiro lugar das paradas de vinil em países como Austrália, Espanha, Estados Unidos, Países Baixos, Reino Unido e Suécia, entre outros.

#### América
Nos Estados Unidos, Mayhem estreou em primeiro lugar no Billboard 200 com 219 mil unidades equivalentes a álbuns vendidas, tornando-se o sétimo álbum de Gaga a alcançar o topo do ranking. Além disso, registrou a maior semana para um álbum feminino em 2025 e a maior estreia de uma artista feminina em mais de seis meses.
Do total, 136 mil unidades corresponderam a vendas físicas, garantindo sua estreia no topo do Top Album Sales; segundo a Forbes, esse número superou a soma combinada dos dez álbuns mais vendidos no país naquela semana.
Dentre as vendas físicas da primeira semana, 74 mil cópias foram em vinil, marcando a maior semana de vendas nesse formato na carreira de Gaga e levando o álbum ao topo do Top Vinyl.
Por outro lado, 108 milhões de reproduções dentro do total registrado garantiram a Gaga a maior semana de streaming de sua carreira, fazendo com que o álbum liderasse o Top Streaming Albums. Mayhem também estreou em primeiro lugar no Top Dance Albums, tornando-se seu oitavo álbum a alcançar essa posição e estabelecendo um recorde ao superar Louie DeVito como a artista com mais álbuns número um nos 24 anos do ranking. Na segunda semana, correspondente ao ranking de 29 de março, Mayhem caiu para a segunda posição do Billboard 200 com 74 mil unidades equivalentes vendidas, mas manteve-se no topo do Top Vinyl Albums e do Top Dance Albums.
Já no Canadá, Mayhem estreou no topo da Billboard Canadian Albums Chart na edição de 22 de março, tornando-se o quinto álbum de Gaga a alcançar essa posição. Posteriormente, o álbum recebeu certificação de disco de ouro pela Music Canada após ultrapassar 40 mil unidades vendidas no país.

#### Europa
No Reino Unido, o álbum estreou em primeiro lugar na UK Albums Chart com 55 mil unidades vendidas, das quais 36 mil foram cópias físicas, tornando-se o sexto álbum da cantora a alcançar essa posição. Segundo Music Week, Mayhem vendeu mais do que o restante do top 5 combinado e registrou a melhor semana de vendas iniciais de Gaga no país desde Artpop em 2013. Em 21 de março, o álbum foi certificado como disco de prata pela British Phonographic Industry (BPI), após superar 60 mil unidades vendidas. Na Alemanha, estreou na primeira posição do GfK Entertainment Charts, tornando-se seu terceiro número um no país e o primeiro em 14 anos, desde que Born This Way liderou a parada em 2011. Na Espanha, estreou em primeiro lugar no Top 100 Álbumes da Promusicae, tornando-se o primeiro álbum da cantora a alcançar o topo da parada. Na Itália, Mayhem estreou em primeiro lugar no Italian Top 100 Albums, sendo seu terceiro álbum a liderar a parada, enquanto na França, o álbum alcançou a segunda posição do French Top 200 Albums. Em outros países europeus como Áustria, Bélgica (tanto em Flandres quanto na Valônia), Croácia, Escócia, Eslováquia, Hungria, Irlanda, Polônia, Portugal, República Tcheca e Suíça, o álbum estreou em primeiro lugar nas respectivas paradas oficiais, enquanto nos Países Baixos alcançou a segunda posição. Na região nórdica, Mayhem estreou em primeiro lugar na Finlândia e na Noruega, enquanto na Suécia alcançou a segunda posição, na Dinamarca ficou em terceiro e na Islândia em sexto lugar. Nos países bálticos, o álbum estreou na terceira posição na Lituânia.

#### Ásia e Oceania
Na Austrália, Mayhem estreou em primeiro lugar no ARIA Top 50 Albums Chart na semana de 17 de março de 2025, tornando-se seu quinto número um no país.
Da mesma forma, alcançou a primeira posição na Nova Zelândia, onde também se tornou seu quinto álbum a liderar a parada New Zealand Top 40 Albums.
Por outro lado, no Japão, o disco estreou na 14ª posição do Oricon Albums Chart durante a semana de 17 de março de 2025, sendo a maior estreia de um artista internacional naquela semana, além de ser seu 11º álbum a entrar no top 15 da parada, segundo a empresa Oricon. No Billboard Japan Hot Albums, estreou na 81ª posição na semana de 12 de março de 2025, com apenas três dias de contagem, sem completar a semana inteira de monitoramento, e, em sua segunda semana, subiu para a 43ª posição.
| País — Tabela musical (2025)                 | Posição de pico |
| -------------------------------------------- | --------------- |
| Alemanha (GfK Entertainment Charts)          | 1               |
| Austrália (ARIA)                             | 1               |
| Áustria (IFPI da Áustria)                    | 1               |
| Bélgica (Ultratop 50 de Flandres)            | 1               |
| Bélgica (Ultratop 40 de Valônia)             | 1               |
| Canadá (Canadian Albums Chart)               | 1               |
| Dinamarca (Hitlisten)                        | 3               |
| Escócia (OCC)                                | 1               |
| Espanha (PROMUSICAE)                         | 1               |
| Estados Unidos (Billboard 200)               | 1               |
| Estados Unidos (Top Dance/Electronic Albums) | 1               |
| Finlândia (IFPI Finlândia)                   | 1               |
| França (SNEP)                                | 2               |
| Irlanda (OCC)                                | 1               |
| Islândia (Tónlistinn)                        | 6               |
| Itália (FIMI)                                | 1               |
| Japão (Oricon)                               | 14              |
| Japão (Japan Hot Albums)                     | 43              |
| Lituânia (AGATA)                             | 1               |
| Noruega (VG-lista)                           | 1               |
| Nova Zelândia (Recorded Music NZ)            | 1               |
| Países Baixos (Dutch Charts)                 | 2               |
| Portugal (AFP)                               | 1               |
| Reino Unido (UK Albums Chart)                | 1               |
| Suécia (Sverigetopplistan)                   | 2               |
| Suíça (Swiss Hitparade Top 100 Albums)       | 1               |

| Região | Certificação | Vendas   |
| --- | ------------ | -------- |
| Bélgica (BEA) | Ouro         | 10 000‡  |
| Canadá (Music Canada) | Ouro         | 40 000‡  |
| França (SNEP) | Ouro         | 500 000‡ |
| Polônia (ZPAV) | Platina      | 20 000‡  |
| Reino Unido (BPI) | Ouro         | 100 000‡ |
| Suíça (IFPI Suíça) | Ouro         | 10 000‡  |
| *números de vendas baseados somente na certificação ^distribuições baseadas apenas na certificação ‡vendas+valores de streaming baseados somente na certificação |              |          |

## Históricos de lançamentos
| País  | Data               | Formato(s)                          | Versão | Gravadora  | Ref.    |
| ----- | ------------------ | ----------------------------------- | ------ | ---------- | ------- |
| Mundo | 7 de março de 2025 | Download digital streaming CD vinil | Padrão | Interscope | [ 245 ] |